# Henri Vaes
Henri Vaes (Antwerpen, 1 september 1876 – Kraainem, 8 januari 1945) was een Belgisch architect.

## Levensloop
Henri Marie Eugène Vaes was de zoon van Eugène Vaes (advocaat en stafhouder bij de balie in Antwerpen) en Alice Hecq.
Hij studeerde af als ingenieur-architect aan de Katholieke Universiteit Leuven, waar hij de invloed onderging van Vincent Lenertz (een architect die in Leuven verschillende universitaire gebouwen ontwierp en ook een twintigtal kerken in de omstreken) en waarmee hij later goed bevriend werd.
Zijn vader had zijn studies rechten gedaan samen met Auguste Beernaert (Belgische eerste minister van 1884 tot 1894, die in 1909 de Nobelprijs voor de Vrede kreeg), met wie hij bevriend werd en die hemzelf  in contact bracht met zijn toekomstige vrouw.
Op 18 juni 1901 trouwde Henri met Marie-Louise Dupret die hem vier kinderen schonk. Haar vader, senator Georges Dupret was actief betrokken bij de organisatie van tal van internationale tentoonstellingen, waardoor Henri in zijn beginperiode reeds belangrijke opdrachten kreeg.

## Realisaties
Henri Vaes maakte de plannen voor Belgisch paviljoen voor de wereldtentoonstelling van 1906 te Milaan waarmee hij internationaal heel wat lof oogstte. Hier werkte hij een eerste maal samen Charles Van der Cruyssen, een Gentse aannemer van openbare werken.
Met zijn vriend Victor Creten ontwierp hij het gebouw van Civiele Techniek voor de wereldtentoonstelling van 1910 te Brussel. Toen in augustus 1910 verschillende paviljoenen uitbrandden, was Van der Cruyssen een van de aannemers die de herstellingswerken uitvoerde.
In 1911 bouwde Henri Vaes in Kraainem het familielandhuis „Val au Bois" op gronden van zijn schoonvader in de straat die nu de Henri Vaesgaarde heet. Het was daar dat zijn vriend Charles Vander Cruyssen regelmatig op bezoek kwam.
Tijdens en na de Eerste Wereldoorlog werkte Henri mee aan de plannen voor de restauratie van de kerk te Bouvignes-sur-Meuse.
Op 12 juli 1926 werd door kardinaal Jozef Van Roey de eerste steen gelegd van het klassengebouw van het Collège Cardinal Mercier in Eigenbrakel waarvan Henri Vaes de plannen had getekend.
Ook maakte hij de plannen voor verschillende paviljoenen voor de Wereldtentoonstelling van 1935 te Brussel.
Hij tekende ook (enkele malen in samenwerking met Victor Creten) de plannen voor heel wat woningen in Brussel en Hoogstraten.
Hij stierf in januari 1945 in Val-au-Bois en werd begraven in Orval, waar in 1968 zijn vrouw Marie-Louise is bijgezet.

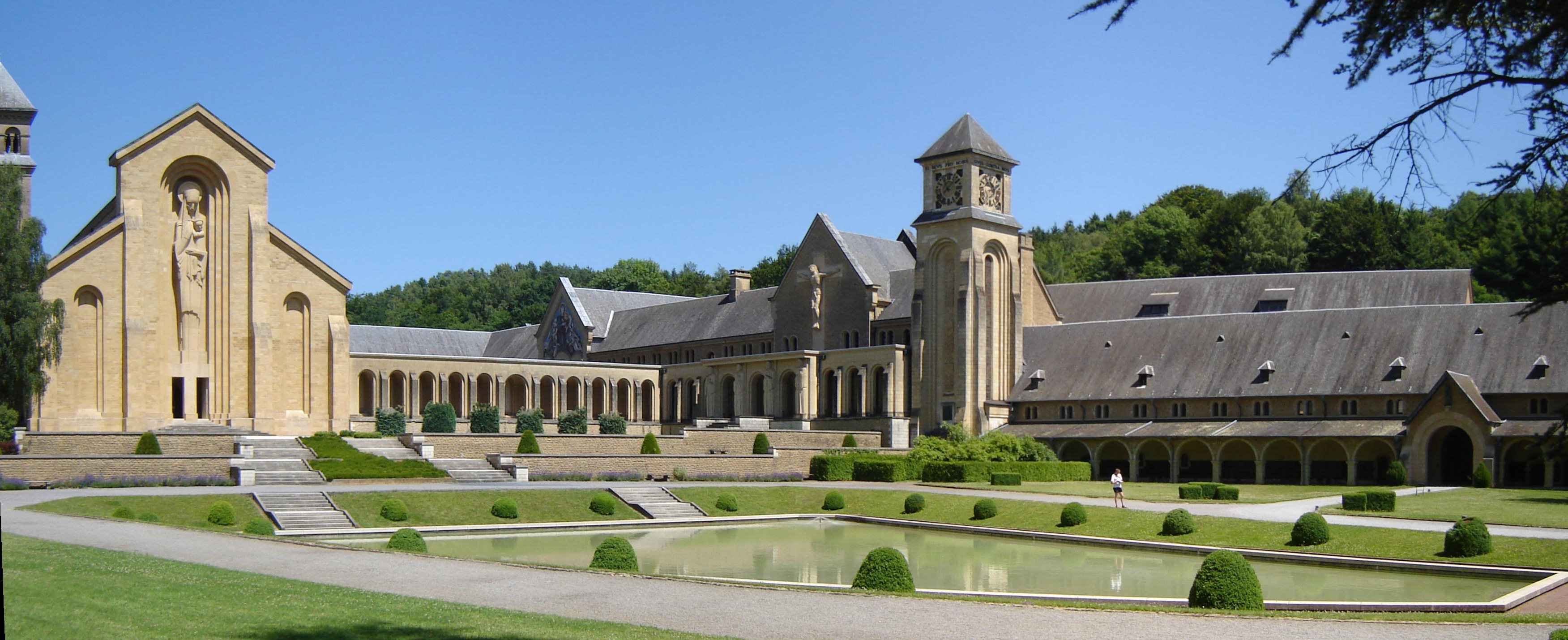
De door Henri Vaes ontworpen abdij van Orval

### Abdij van Orval
Op vraag van zijn vriend Charles Van der Cruyssen, die na een late roeping bij de Trappisten was ingetreden als Dom Marie-Albert, begon hij op 26 juli 1926 aan de plannen voor de heropbouw van de oude cisterciënzer abdij van Orval die in 1793 vernield was. Dit zou zijn levenswerk worden. 
Op 20 augustus 1929 werd de eerste steen gelegd in aanwezigheid van prins Leopold en van kardinaal Van Roey. In 1948 was de nieuwe abdij afgewerkt. Hij ontwierp niet alleen de abdij, maar ook de kaasmakerij, de brouwerij en zelfs de bierflesjes en het Orvalglas.

### Abdij van Sorée
Toen Julienne Angenot de priorij van de Bernardines Réparatrices oprichtte in Sorée stelde Dom Marie-Albert in 1934 Henry Vaes aan als architect voor hun klooster.

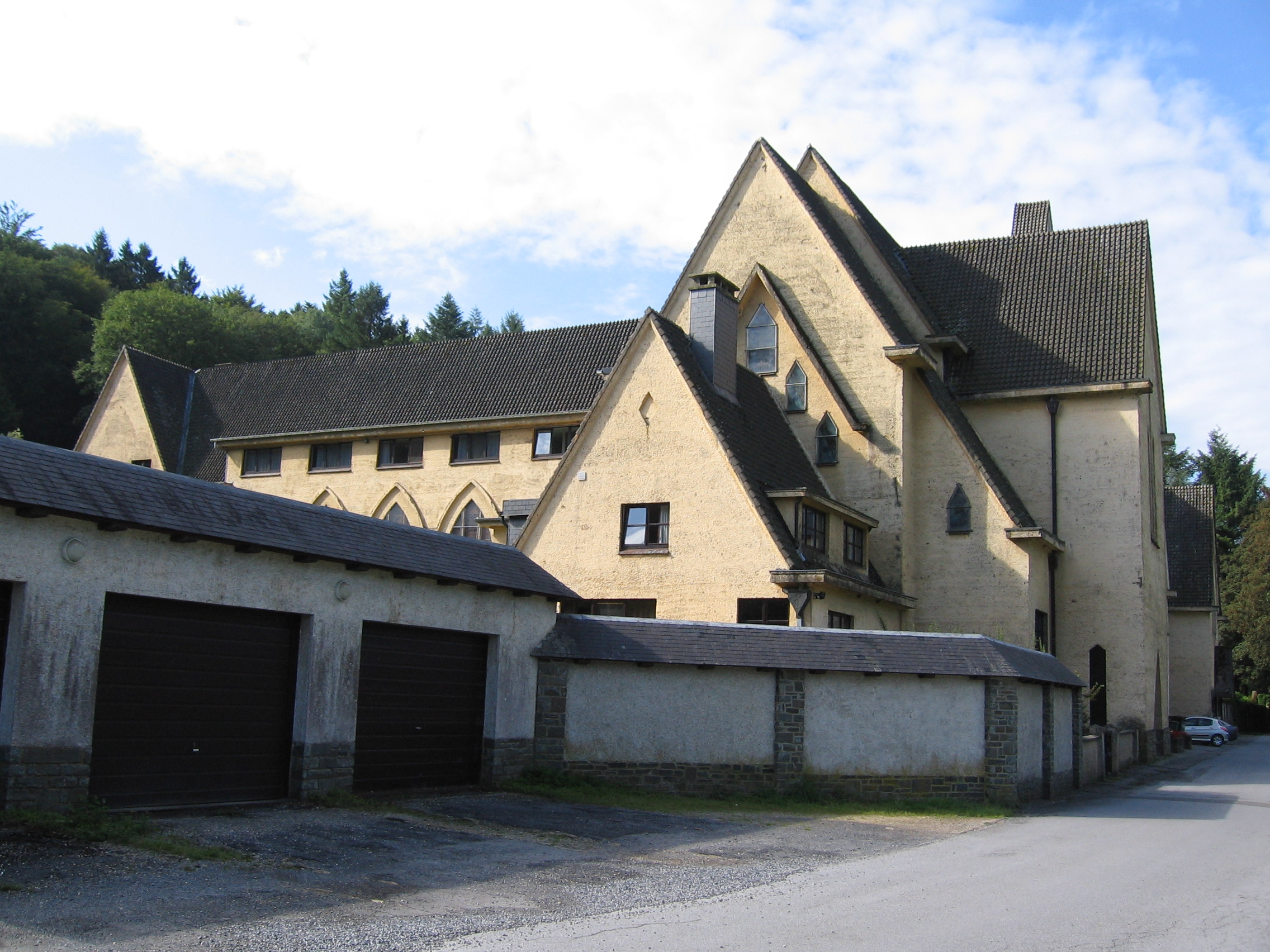
De door Henri Vaes ontworpen abdij Notre-Dame de Clairefontaine in Cordemois

### Abdij Notre-Dame de Clairefontaine
De oude trappistinnen-abdij van Clairefontaine in Clairefontaine was eveneens vernietigd in 1794. Ook hier stelde Dom Marie-Albert in 1935 Henri Vaes aan als architect voor de bouw van een nieuwe abdij in de vallei van de Semois in Cordemois, een gehucht bij Bouillon, de abdij Notre-Dame de Clairefontaine.

### Abdij van Saint-Gérard de Brogne
In Saint-Gérard werd in 919 door Sint-Gerardus van Brogne een benedictijnenklooster gesticht dat in 1743 door bisschop Godefroy de Berlo de Franc-Douaire van Namen werd uitgebreid maar tijdens de Franse tijd in België op het einde van de 18e eeuw werd verwoest. Ook hier maakte Henri Vaes plannen voor de restauratie.